# 尼德蘭專員轄區
尼德蘭專員轄區（德語：Reichskommissariat Niederlande）是納粹德國在第二次世界大戰期間設立的專員轄區之一，範圍包括現在的荷蘭，全稱直譯是「尼德蘭受佔領地區的國家委員會」（德語：Reichskommissariat für die besetzten niederländischen Gebiete），專員是奧地利第一共和國末代總理阿圖爾·賽斯-英夸特。納粹德國在1940年入侵荷蘭，此後設立尼德蘭專員轄區。1944年之後，盟軍解放荷蘭，尼德蘭專員轄區也隨之解體。